# كارلوس أوت
كارلوس أوت (بالإسبانية: Carlos Ott) هو مهندس معماري ورسام كندي وأوروغواياني، ولد في 16 أكتوبر 1946 في مونتفيدو في الأوروغواي.